# عملیات جنگی ۲: سرآغاز
عملیات جتگی ۲: سر آغاز (به انگلیسی: Missing in Action 2: The Beginning) یک فیلم اکشن و ماجراجویانه آمریکایی محصول سال ۱۹۸۵ میلادی که پیش‌درآمدی بر فیلم عملیات جنگی (فیلم ۱۹۸۴) محسوب می‌شود. در هر دو فیلم چاک نوریس در نقش اصلی حضور دارد.

## بازیگران
- چاک نوریس … سرهنگ جیمز برادوک
- سون-تک اوه … سرهنگ ین
- استیون ویلیامز … کاپیتان دیوید نستر
- بنت اوتا … کاپیتان هو
- کوسی کاستا … مازیلی
- جو مایکل تری
- کریستوفر کاری … امرسون
- جان وسلی … فرانکلین
- دیوید چونگ … دوو چو
- پروفسور تاناکا … لائوس
- سرخیو کاتو

## فیلمبرداری
فیلمبرداری قرار بود در ژانویه ۱۹۸۴ در سنت کیتس آغاز شود. اما فیلمبرداری‌ها در فیلیپین به پایان رسید.